# Dars-i Nizami
Dars-i Nizami (Urdu: درسِ نظامی), auch "Dars-e Nizami", das Curriculum Nizam ud Dins, ist ein Studien-Curriculum, das in traditionellen islamischen Institutionen, insbesondere auf dem indischen Subkontinent verwendet wird. Es hat seinen Ursprung im Indien des frühen 18. Jahrhunderts und wurde von Mullah Nizam ud Din Sehalvi (gest. 1748) am Farangi Mahall, einem berühmten Seminar einer Familie islamischer Gelehrter (ulema) in Lucknow (Lakhnau), Indien standardisiert und nach ihm benannt. Es ist nicht mit der von Bagdad ausgehenden Nizamiyya aus dem 11. Jahrhundert zu verwechseln.
Dars-i nizami betont die rationalen Wissenschaften (maʿqūlāt), also vor allem Logik und Philosophie. Die Traditionswissenschaften (manqūlāt) wie Exegese, Hadithe und Recht, waren untergeordnet. Auch der Neuplatonismus und Sufi-Lehren wurden offiziell nicht unterrichtet. Hierbei ist allerdings zu bedenken, dass die meisten Gelehrten am Farangi Mahall Sufis waren, ihre Glaubenspraxis aber nicht ausüben durften, weil die sunnitische Elite im 17. und 18. Jahrhundert jegliche Sufiorden ablehnte.
Logik und Philosophie galten als Instrumente der Erkenntnisgewinnung, durch die man zu einer rationalen Gotteserfahrung gelangen könne.
Das dars-i nizami war eine schnelle Ausbildung, in der man nur wenige Texte und dann nur auszugsweise las, um die Denkfähigkeit und Phantasie der Studenten anzuregen. Die Absolventen besetzten meist Schlüsselpositionen in der Administration der Nawabs.

## Kritik am dars-i nizami
Ihr Zentrum hatte die Kritik in Delhi. Vor allem Händler und Unternehmer kritisierten die verdorbenen Sitten und die Unterdrückung des selbstständigen Denkens und autonomer Diskurse und forderten mehr Traditionswissenschaften und eine stärkere Betonung des Sufismus. Sie forderten zur Einheit zwischen Sakralem und Profanem auf und postulierten eine Neubekehrung und Rückbesinnung zum Glauben.
Die Kritik verdichtete sich in der Person Schāh Walīyullāh ad-Dihlawīs, der einen neuen Bildungskanon forderte, der weniger Logik und Philosophie und mehr Hadithwerke beinhaltete.

## Video
- Dars-e-Nizami Course auf YouTube